# История игрушек
«Исто́рия игру́шек» (англ. Toy Story) — американский полнометражный компьютерно-анимационный комедийный фильм 1995 года, созданный студией Pixar Animation Studios и выпущенный компанией Walt Disney Pictures. Является первым полнометражным компьютерно-анимационным фильмом студии и первой частью одноимённой франшизы. Режиссёром выступил Джон Лассетер по сценарию и истории, которую он написал в соавторстве с Джоссом Уидоном, Эндрю Стэнтоном, Джоэлем Коэном, Алеком Соколовым, Питом Доктером и Джо Рэнфтом. В озвучивании персонажей приняли участие Том Хэнкс, Тим Аллен, Дон Риклс, Джим Варни, Уоллес Шон, Джон Ратценбергер, Энни Поттс, Р. Ли Эрми, Джон Моррис, Лори Меткалф, Эрик фон Деттен и другие. Главные герои — две игрушки: старая, но любимая игрушка по имени Вуди и новая, современная игрушка Базз Лайтер. В начале фильма их хозяину Энди больше нравится Базз, и Вуди начинает ревновать. Однако по ходу истории у них завязывается дружба, и они учатся понимать друг друга, работая вместе.
После успеха короткометражного мультфильма «Оловянная игрушка», выпущенного в 1988 году, студия Pixar предложила Disney создать компьютерно-анимационный полнометражный фильм, рассказанный с точки зрения маленькой игрушки. Лассетер, Стэнтон и Доктер написали несколько вариантов сюжета, однако в итоге они были отвергнуты Disney, которая желала придать картине более «резкий» тон. После нескольких провальных показов производство мультфильма было остановлено, а сценарий переписан. Студия, тогда состоявшая из относительно небольшого числа сотрудников, создавала «Историю игрушек» в условиях определённых финансовых ограничений.
Мировая премьера мультфильма состоялась 22 ноября 1995 года, причём он изначально показывался 19 ноября того же года в театре «Эль-Капитан» в Лос-Анджелесе и 20 ноября в кинотеатре Regency Center в Сан-Франциско. Лента стала самой кассовой картиной в первые выходные, заработав в конечном счёте более 394 млн долларов США. Мультфильм получил признание от критиков и получил множество премий в различных категориях, включая «Оскар», «Энни», Motion Picture Sound Editors и другие. Саундтрек к мультфильму написал американский композитор Рэнди Ньюман (его песня «You’ve Got a Friend in Me» также была номинирована на премии «Оскар» и «Золотой глобус»). Мультфильм произвёл революцию в жанре компьютерной анимации тех лет и уже в 2005 году был выбран для сохранения в Национальном реестре фильмов. В 2009 году «История игрушек» была перевыпущена в формате 3D вместе со второй частью. «История игрушек 2» вышла в 1999 году, а в 2022 году вышел спин-офф картины «Базз Лайтер», главную роль в котором озвучил Крис Эванс.

## Сюжет
Главными героями мультфильма являются разумные игрушки, которые притворяются безжизненными в присутствии людей. В центре истории — игрушки мальчика Энди Дэвиса. Главной и любимой игрушкой является кукла-ковбой Вуди, который выступает лидером игрушек Энди. Каждый день рождения мальчику дарят новые игрушки, а старые уносят либо на распродажу, либо на чердак.
Во время одной из игр Вуди узнаёт, что день рождения мальчика был перенесён на неделю раньше в связи с будущим переездом в новый дом. Вуди проводит собрание игрушек Энди и уверяет, что никого не выбросят, и приказывает всем найти пару для переезда. Он также посылает солдатиков-разведчиков на первый этаж, чтобы узнать, кого на этот раз получил их хозяин. Последним подарком становится космический рейнджер Базз Лайтер, у которого имеется намного больше функций, чем у Вуди, например, качественная звуковая система, лазер из руки и раскрывающиеся крылья. Однако при этом Лайтер не знает, что он игрушка, и ведёт себя как настоящий астрорейнджер. Базз очень быстро становится фаворитом Энди и старых игрушек, в то время как Вуди окончательно теряет свой авторитет и популярность среди игрушек мальчика. Некоторое время спустя мама устраивает Энди и его младшей сестре Молли поездку в пиццерию «PizzaPlanet». Вуди, боясь, что мальчик не возьмёт его собой, пытается столкнуть Базза под стол, но Лайтер по случайности вылетает в окно. Другие игрушки считают, что Вуди нарочно скинул Базза, тем самым отомстив ему за утерянную славу и внимание. Они устраивают самосуд, однако приходит Энди, и, не найдя Базза, берёт Вуди с собой.
По пути в пиццерию машина Энди останавливается на бензозаправке Dinoco. Вуди пытается придумать план, чтобы убедить других игрушек, что всё произошло случайно, но встречает Базза, который успел зацепиться за багажник автомобиля. Базз нападает на Вуди, и они вместе выпадают из машины, после чего она уезжает. Герои ссорятся, но, заметив курьерскую машину пиццерии, Вуди уговаривает Базза присоединиться к нему. Попав в пиццерию, Базз садится в Кран с зелёными пришельцами, и Вуди следует за ним. Автомат замечает соседский хулиган Сид Филлипс, который уродует или уничтожает игрушки. Он вытягивает Базза и Вуди и забирает их к себе домой. Там герои встречают изуродованных игрушек Сида и принимают их за каннибалов. Тем временем в доме напротив игрушки Энди пытаются найти Базза около дома, но безуспешно. После жестоких игр с Вуди и Баззом, Сид уходит, а герои пытаются сбежать, но натыкаются на пса семьи. Вуди прячется в кладовке, а Базз попадает в комнату со спящей матерью Сида. Там по телевизору показывается рекламный ролик про серию игрушек Базза Лайтера, после которого Базз понимает, что он не настоящий астрорейнджер, и пытается взлететь, но падает, теряет руку и окончательно впадает в депрессию.
Некоторое время спустя Вуди удаётся привлечь внимание игрушек Энди через окно, но он случайно показывает им сломанную руку Базза. Игрушки обвиняют ковбоя в убийстве Лайтера и отказываются помогать. Между тем игрушки Сида чинят Базза и убегают. После этого приходит Сид и цепляет на спину астрорейнджера небольшую ракету, рассчитывая запустить её следующим утром из-за непогоды. Вуди воодушевляет Базза и уговаривает игрушек Сида помочь им сбежать. Обманув пса, игрушки попадают во двор, а Базза туда приносит Сид. Игрушки Сида, Вуди и Базз специально оживают перед подростком и нападают на него, после чего он убегает в дом, панически боясь любых игрушек. Главные герои благодарят игрушек Сида и сбегают со двора Филлипса, но не успевают попасть в грузовик с игрушками Энди, даже с помощью Спиральки и радиоуправляемой машинки. Однако им удаётся завести напавшего на них пса Филлипса в ловушку на перекрёстке. Вуди вспоминает, как его пытал Сид, и с помощью шлема Базза поджигает ракету. Обгоняя машины, они устремляются к грузовику, но на большой скорости взлетают вверх, а машинка сбивает в грузовике Картофельную голову. Базз с помощью крыльев освобождается от ракеты и вместе с Вуди летит до машины Энди; в итоге пара героев возвращается к хозяину.
В новом доме семья Дэвис открывает подарки на Рождество. Молли дарят Миссис Картофельную голову, а главные герои рассуждают о том, что может быть лучше Базза. В итоге Энди дарят щенка таксы и главные герои нервно улыбаются друг другу.

## Роли озвучивали
| Актёр             | Роль                                        | Источ. |
| ----------------- | ------------------------------------------- | ------ |
| Том Хэнкс         | игрушка-ковбой шериф Вуди                   | [ 6 ]  |
| Тим Аллен         | игрушка-астрорейнджер Базз Лайтер           | [ 7 ]  |
| Дон Риклс         | игрушка мистер Картофельная Голова          | [ 8 ]  |
| Джим Варни        | такса-пружина Спиралька                     | [ 9 ]  |
| Джон Ратценбергер | свинья-копилка Хэмм                         | [ 10 ] |
| Уоллес Шон        | игрушка-тираннозавр Рекс                    | [ 11 ] |
| Энни Поттс        | игрушка-ночник Бо Пип                       | [ 12 ] |
| Ли Эрмей          | игрушка-солдатик Сержант                    | [ 13 ] |
| Джефф Пиджон      | резиновые игрушки Инопланетяне              | [ 14 ] |
| Джефф Пиджон      | игрушка-клавиатура Мистер Спелл             | [ 14 ] |
| Джо Рэнфт         | игрушка-бинокль Ленни                       | [ 15 ] |
| Джек Энджел       | игрушка-борец Рокки                         | [ 16 ] |
| Джек Энджел       | игрушка-пищалка Мистер Акула                | [ 16 ] |
| Джон Моррис       | владелец игрушек Эндрю «Энди» Дэвис         | [ 17 ] |
| Лори Меткалф      | мама Энди Миссис Дэвис                      | [ 18 ] |
| Эрик фон Деттен   | подросток и сосед Энди Сидней «Сид» Филлипс | [ 19 ] |
| Сара Фриман       | младшая сестра Сида Ханна Филлипс           | [ 20 ] |
| Микки Макгоун     | мама Сида и Ханны Миссис Филлипс            | [ 21 ] |
| Пенн Джиллетт     | диктор в рекламном ролике про Базза Лайтера | [ 21 ] |

## Производство

### Разработка
Джон Лассетер впервые столкнулся с компьютерной анимацией, работая аниматором в Walt Disney Feature Animation. Два его друга показали ему сцену со световыми мотоциклами из фильма «Трон» (1982), после чего он задумался о возможностях, которые открывает новая технология компьютерной анимации. Позже Лассетер предложил студии Disney сделать мультфильм «Отважный маленький тостер» (1987) полностью с помощью компьютерной анимации, однако эту идею отвергли, а Лассетера уволили. Студия также отклонила идею создания короткометражного анимационного фильма на основе рисунков из книги «Там, где живут чудовища» (1963), над которой также работал Лассетер совместно с Гленом Кином. После увольнения Джон устроился на киностудию Lucasfilm, а уже в 1986 году стал одним из основателей студии Pixar. В том же году студию приобрёл один из основателей корпорации Apple — Стив Джобс. В Pixar Лассетер создавал короткометражные фильмы с компьютерной анимацией, демонстрируя возможности компьютера Pixar Image Computer. В 1988 году была выпущена короткометражка «Оловянная игрушка», которую режиссёр посвятил своему интересу к классическим игрушкам. Картина в итоге получила премию «Оскар» на 61-й церемонии вручения в категории «Лучший анимационный короткометражный фильм». Это также был первый компьютерный проект, который получил данную награду.
Новым руководителям студии Disney, генеральному директору Майклу Айснеру и руководителю отдела фильмов Джеффри Катценбергу, понравилась «Оловянная игрушка» и они уговаривали Лассетера вернуться к ним. Однако Лассетер решил остаться в Pixar, сказав соучредителю компании Эду Катмуллу следующее: «Я могу пойти в Disney и стать режиссёром, а могу остаться здесь и делать историю». Катценберг понял, что не сможет вернуть его в Disney, и начал разрабатывать план по подписанию соглашения о производстве фильма совместно с Pixar. Disney всегда создавала все свои мультфильмы внутри компании и отказывалась менять этот подход. Однако, когда Тим Бёртон, который ранее работал в студии, захотел выкупить права на «Кошмар перед Рождеством» (1993), компания заключила с ним сделку, согласно которой мультфильм снимался вне студии. Это открыло возможность для Pixar создавать свои фильмы вне Disney.
Катмулл и Элви Рей Смит, соучредитель Pixar, на протяжении длительного времени стремились к созданию компьютерного анимационного фильма, но лишь в начале 1990-х годов компьютеры стали достаточно дешёвыми и мощными для создания такого проекта. Кроме того, Disney лицензировала новое программное обеспечение Computer Animation Production System (CAPS) для создания анимации, что сделало её крупнейшим заказчиком компьютеров от Pixar. Джобс высказывал недовольство Катценбергу в связи с тем, что Disney, несмотря на успешное сотрудничество с Pixar, не проявляла подобного отношения к самой студии. Джобс тогда заявил: «Мы хотим сделать фильм с вами вместе. Вот тогда мы будем счастливы». Летом 1990 года Катмулл, Рей Смит и глава анимационного отдела Ральф Гуггенхайм встретились с президентом Walt Disney Feature Animation Питером Шнайдером для обсуждения перспективы создания первого полнометражного анимационного фильма. Однако на встрече выяснилось, что Катценберг настаивал на сотрудничестве исключительно с Pixar, в то время как Шнайдер, в свою очередь, не хотел привлекать к работе анимационную студию, не принадлежащую Disney. В конце концов Катценберг договорился о встрече с представителями Pixar, в числе которых были Лассетер и Джобс. Последние предложили в качестве первого шага создать рождественский телевизионный выпуск «Оловянной игрушки». Однако Катценберг отметил, что раз они готовы перейти от 30-секундных рекламных роликов к получасовому спецвыпуску, то с таким же успехом смогут снять и полнометражный фильм.
Катценберг также ясно показал, что сотрудничает с Pixar только для того, чтобы получить доступ к таланту Лассетера, и что команда Pixar подписывается на работу с «тираном» и «микроменеджером». Он предложил аниматорам Pixar пообщаться с сотрудниками Disney, чтобы услышать их мнение о работе под его руководством. После одной из сессий Лассетер заявил, что готов работать с Disney. Компания и студия начали переговоры и сразу же не сошлись во мнениях по ключевым вопросам. Одним из главных предметов спора стало распределение прав на анимационные технологии Pixar. Катценберг настаивал на передаче Disney запатентованных технологий трёхмерной анимации, в то время как Джобс требовал совместный контроль над фильмом, персонажами, видеозаписями и сиквелами. Поскольку Pixar в то время была близка к банкротству и отчаянно нуждалась в финансировании, они достигли соглашения с компанией 3 мая 1991 года, согласно которому Disney становилась единственным владельцем фильма и персонажей, а также могла контролировать творческий процесс и создание продолжений без участия Pixar. В то же время Pixar будет получать около 12,5 % от прибыли от продажи билетов. В конце концов был заключён договор о создании полнометражного анимационного фильма, основанного на концепции «Оловянной игрушки», с рабочим названием «История игрушек». Вскоре после этого началось производство мультфильма.

### Написание сценария
Первоначальный сюжет «Истории игрушек», разработанный Лассетером, Стэнтоном и Питом Доктером, имел мало общего с окончательной версией сценария. Протагонистом должна была быть оловянная игрушка Тайни, а главным злодеем мультфильма — манекен чревовещателя Вуди, который издевался над другими игрушками, пока они не объединились против него. Однако, когда руководители Disney увидели раскадровки, они передали творческий контроль Pixar. Тем не менее центральная идея того, что «игрушки искренне хотят, чтобы дети играли с ними, и это желание побуждает их надеяться, бояться и действовать», на тот момент уже присутствовала. Катценберг счёл первый вариант сценария неудачным и предложил написать новую историю, где два главных героя будут совершенно разными, но станут друзьями только потому, что им придётся работать вместе. В качестве примера он предложил аниматорам посмотреть такие фильмы, как «Не склонившие головы» (1958) и «Сорок восемь часов» (1982). В сентябре 1991 года Лассетер, Стэнтон и Доктер представили второй вариант сценария, в котором уже вырисовывались моменты финальной версии, включая бензозаправку и пиццерию, но при этом главными героями всё ещё оставались Тайни и манекен.
Сценарий в конечном итоге претерпел множество изменений. Лассетер решил, что Тайни «слишком старомоден», и изменил его образ сначала на военную фигурку, а затем на космическую тематику. Имя персонажа также менялось: сначала его называли «Лунный Ларри», затем Темпус из Морфа, и, в конечном счёте, он получил имя Базз Лайтер (в честь астронавта Базза Олдрина). Дизайн Базза был вдохновлён костюмами астронавтов программы «Аполлон» и фигурками G.I. Joe. Зелёно-фиолетовая расцветка его костюма была придумана самим Лассетером и его женой Нэнси. Прототипом персонажа Вуди послужила кукла дружелюбного призрака Каспера, с которой Лассетер играл в детстве. Изначально Вуди задумывался как хитрый деревянный манекен чревовещателя с верёвкой, однако дизайнер персонажей, Бад Лаки, предложил придать персонажу «ковбойскую» тематику. Лассетеру понравилась идея контраста между жанрами вестерна и научной фантастики, поэтому дизайн Вуди был переделан. В итоге от черт чревовещателя отказались, решив сделать куклу «подловатой и мелочной». Имя персонажа оставили в честь актёра фильмов-вестернов Вуди Строуда. Отдел истории вдохновлялся такими фильмами как «Странная парочка» (1968) и «Успеть до полуночи» (1988), а режиссёр, в свою очередь, назвал источником вдохновения аниме-фильм «Небесный замок Лапута» Хаяо Миядзаки.
У сценаристов было мало опыта работы с художественными фильмами, поэтому они посещали семинары Роберта Макки, выпустившего пособие для сценаристов Голливуда. Их вдохновили советы, основанные на «Поэтике» Аристотеля, о том, что главный герой должен меняться в зависимости от трудностей, с которыми он сталкивается, и именно эти трудности делают персонажей такими увлекательными. К работе над сценарием также были привлечены Джосс Уидон, Джоэл Коэн и Алек Соколов. Уидон тогда отметил, что у сценария «отличная структура», и добавил в историю Рекса. Он также планировал использовать куклу Барби в ключевой роли, однако компания Mattel не согласилась предоставить лицензию на персонажа, и Барби была заменена фарфоровой фигуркой-ночником по имени Бо Пип. Джосс также переосмыслил характер Базза Лайтера, превратив его из простоватого, но весёлого героя в боевого персонажа, который не осознаёт, что он игрушка.
Начало производства не помешало редактированию сценария. В ходе рабочих встреч с творческой командой анимации Disney была придумана сцена, в которой Базз встречает трёхглазых зелёных резиновых инопланетян в ресторане «Pizza Planet». На протяжении всего процесса написания сценария руководители Disney настаивали на том, чтобы в сюжете присутствовали отсылки к взрослой жизни, что, по мнению Томаса Шумахера, подрывало смысл, в котором Лассетер и Pixar первоначально задумывали «Историю игрушек». 19 ноября 1993 года команда Pixar представила Питеру Шнайдеру одну из версий сценария. Однако Шнайдер выразил недовольство, назвав фильм «плоской и неинтересной затеей с язвительными и несносными главными героями». Это побудило Катценберга приостановить производство фильма до тех пор, пока не будет разработан новый сценарий, способный убедить руководство Disney. Впрочем, уже в феврале 1994 года была представлена улучшенная версия сценария. На этом этапе Джобс сам финансировал производство фильма.

### Подбор актёров
Катценберг одобрил сценарий 19 января 1993 года, после чего начался подбор актёров для озвучивания персонажей. На роль Вуди рассматривались Пол Ньюман, Робин Уильямс и Клинт Иствуд, однако Лассетер всегда хотел позвать на эту роль именно Тома Хэнкса. Чтобы понять, подходит ли голос актёра к персонажу, Лассетер использовал распространённый приём Disney: он анимировал один из монологов актёра, а затем соединил анимацию и голосовое сопровождение так, чтобы действия и внешность персонажа соответствовали сопровождению. После одного из пробных видеороликов, в которых был задействован голос Тома из фильма «Тёрнер и Хуч» (1989), Хэнкс согласился озвучить персонажа.
Для озвучивания Базза Лайтера пригласили Билла Кристала, однако актёр отказался, посчитав проект «неудачным», но впоследствии пожалел о своём решении. Помимо Кристала, на роль Лайтера рассматривались Билл Мюррей и Чеви Чейз, а также Джим Керри, Джейсон Александер, Дэн Эйкройд, Мэттью Бродерик, Кевин Костнер, Майкл Джей Фокс, Ричард Гир, Уэйн Найт, Дэвид Хассельхофф, Билл Пэкстон, Майкл Китон, Курт Рассел, Джон Траволта, Деннис Куэйд, Адам Сэндлер. В итоге Лассетер предложил роль Тиму Аллену, ранее снявшемуся в комедийном сериале «Большой ремонт», и тот согласился. Позже в интервью Кристал заявлял, что не подошёл бы на роль Базза, поскольку Аллену удалось «фантастически» озвучить персонажа. «История игрушек» стала первым анимационным фильмом, в котором Хэнкс и Аллен записывали свои реплики вместе в одной комнате, чтобы взаимодействие их персонажей было реалистичным.
Роли Рекса и Спиральки получили Уоллес Шон и Джим Варни, хотя ранее кандидатами на озвучивание этих персонажей были Рик Моранис и Джон Клиз соответственно. Для роли Энди студия Pixar объявила конкурс, согласно которому молодые актёры, претендующие на роль хозяина игрушек, должны были принести с собой одну игрушку. Семилетний Джон Моррис принёс на кастинг 45 фигурок героев команды «Люди Икс». Это рассмешило команду Pixar и они утвердили его на роль мальчика.

### Остановка производства
Каждые две недели Лассетер и его команда показывали Disney новые раскадровки и уже отснятый материал. Компания была впечатлена техническими инновациями Pixar, но при этом им не нравился сюжет картины. Катценберг вычеркнул множество идей из сценария и добавил свои собственные заметки. В первую очередь он хотел добавить Вуди и Баззу больше «резкости», так как Disney хотела, чтобы мультфильм понравился как детям, так и взрослым. В результате персонажи лишились своей изначальной привлекательности, а Том Хэнкс, записывая реплики для Вуди, заметил, что его герой стал «настоящей сволочью». 19 ноября 1993 года Pixar показали руководителям Disney первую половину фильма, после чего эту дату окрестили «Инцидентом чёрной пятницы». Результаты оказались катастрофическими, и Питер Шнайдер принял решение остановить производство мультфильма. Позже Катценберг спросил своего коллегу, Томаса Шумахера, о причинах этого провала, и тот ответил: «Потому, что это уже не их фильм».
Лассетер испытывал смятение из-за текущего состояния мультфильма и впоследствии вспоминал: «Это была история, наполненная самыми несчастными и злыми персонажами, которых я когда-либо видел». Катценберг вернул ему сценарий для переписывания, в то время как съёмочная команда переключилась на создание телевизионной рекламы. Проработку нового сценария финансировал лично Джобс. Хотя Лассетер и пытался поддерживать высокий моральный дух, оставаясь внешне жизнерадостным, по словам руководителя отдела истории, Элизабет Петрофф, остановка производства была «очень страшным временем». В то же время Шнайдер был настроен по отношению к мультфильму скептически и обратился напрямую к Айснеру с предложением о закрытии проекта. Стэнтон и другие аниматоры по сюжету, не без помощи консультантов, таких как Уидон, довольно быстро подготовили новый сценарий, а первые правки были завершены за две недели.
Переработка сценария заняла у Pixar три месяца, в результате чего Вуди превратился из тирана в мудрого лидера. В сценарий было добавлено «взрослое» собрание игрушек, посвящённое дню рождения их хозяина. Характер Базза Лайтера также был переработан, чтобы зрители понимали, что он искренне не осознаёт, что является игрушкой. В феврале 1994 года Катценберг и Шнайдер возобновили производство мультфильма уже с новым сценарием, а актёры озвучивания вернулись для записи новых реплик через месяц. Команда увеличилась с 24 до 110 человек. В неё входили 27 аниматоров, 22 технических директора, а также 61 художник и инженер. Для сравнения, на производство «Короля Льва» 1994 года потребовался штат из 800 человек. На начальном этапе формирования бюджета Стив Джобс стремился сделать фильм максимально эффектным и сильно экономил. Однако производственный бюджет в 17 млн долларов США оказался недостаточным, и Джобс обратился к Disney с просьбой о предоставлении дополнительных средств для компенсации времени, потраченного на доработку сценария по замечаниям Катценберга. Катмуллу удалось достичь компромисса по новому бюджету, однако этот инцидент заставил Джобса пересмотреть условия своей сделки с Disney.

### Анимация
Поиск аниматоров для «Истории игрушек» проходил быстро; талантов привлекала не посредственная зарплата, а возможность принять участие в создании первого компьютерного мультфильма. Сначала мультфильм был представлен в виде анимированных раскадровок, которые помогали аниматорам развивать персонажей. Над мультфильмом работало 27 аниматоров, каждый из 1560 кадров мультфильма был создан на рабочих станциях Silicon Graphics и Sun с использованием 400 сгенерированных компьютером математических моделей и фонов. Затем кадры редактировались с помощью систем Avid Technology и прорабатывались с помощью мощного программного обеспечения RenderMan, разработанного Pixar.
При создании модели персонажа аниматоры прописывали элементы управления, отвечающие за его артикуляцию и движения, что позволяло героям двигаться (бегать, прыгать или говорить). Из всех персонажей мультфильма Вуди был самым сложным, поскольку ему требовалось 723 элемента управления движениями: 212 для лица и 58 для рта. В июне 1992 года Pixar отправили в Disney на оценивание 30-секундный отрывок. Лассетер хотел произвести впечатление на Disney, демонстрируя возможности, которые невозможно реализовать с помощью традиционной рисованной анимации, например, детали жёлтой клетчатой рубашки Вуди с красными полосками или отражения объектов в шлеме Базза Лайтера. Чтобы анимировать движения зелёных солдатиков, у которых пластиковые ноги были прикреплены к основанию, один из аниматоров прикрепил пару кроссовок к доске и тренировался ходить в них.
Над мультфильмом работало восемь команд, каждая из которых занималась разными аспектами съёмок. Художественный отдел занимался разработкой общей цветовой и световой гаммы. Отдел компоновки отвечал за расположение всех элементов в кадре и программирование движений виртуальной камеры. Отдел анимации создавал движения персонажей; обычно одним аниматором прорабатывалась вся сцена, однако для более сложных сцен иногда выделяли отдельного аниматора для каждого персонажа. Команда по шэйдингу, возглавляемая Томом Портером, использовала программное обеспечение RenderMan для задания текстур и свойств отражения объектов. Команда по освещению размещала в сценах общее, точечное и рассеянное освещение. В «Ферме рендеринга» использовались компьютеры компании Sun Microsystems, которые работали круглосуточно для создания окончательных кадров мультфильма. Команда операторов записывала готовые кадры на плёнку с разрешением 1536×922. Кроме того, компания Skywalker Sound занималась звуковыми эффектами, музыкальным сопровождением и диалогами для создания аудиоматериала к мультфильму.
Чтобы сделать фильм более реалистичным, отдел компоновки под руководством Крейга Гуда избегал широких кадров, которые часто использовались в компьютерной анимации того времени. Вместо этого они сосредоточились на том, чтобы показать, как выглядела бы сцена, если бы она снималась с помощью настоящих камер в реальном времени. Отдел анимации, руководимый Ричем Куэйдом и Эшем Брэнноном, использовал программу Menv от Pixar для ручного изменения позиций персонажей в ключевых кадрах. При этом аниматоры опирались на видеозаписи, на которых актёры зачитывали свои реплики. Программа позволяла создавать промежуточные кадры между ключевыми моментами анимации. Чтобы движения лиц и рта персонажей совпадали с голосами актёров, аниматоры тратили целую неделю на анимацию всего восьми секунд материала. Джон Лассетер считал, что автоматическая синхронизация губ не сможет точно передать эмоции персонажа. Команда шэйдинга использовала сканированные изображения реальных объектов и текстуры, разработанные художниками с применением алгоритмов процедурной генерации, чтобы «одеть» объекты в фильме. В целом для создания мультфильма потребовалось 800 000 часов работы компьютеров и 114 240 кадров анимации, распределённых по 1561 сцене, общая продолжительность которых составила более 77 минут.

### Музыка
Лассетер не хотел делать из «Истории игрушек» мюзикл, так как считал, что это сделает фильм менее естественным. Позже Уидон подтвердил это и заявил: «Это был бы очень плохой мюзикл, потому что это фильм о приятелях». Однако Disney хотели выпустить его как мюзикл, поскольку ранее им уже удавалось создавать анимационные фильмы в бродвейском стиле, и предложили Pixar сделать это. В качестве компромисса Pixar отказались от музыкальных номеров для персонажей и вместо этого добавили песни на фон во время действий персонажей.
Рэнди Ньюман написал для фильма три оригинальные песни. Основная песня всей трилогии «You’ve Got a Friend in Me» была написана за один день. Трек «Акуна матата» из «Короля Льва» 1994 года звучит в одном из кульминационных моментов, когда Вуди и Базз пытаются забраться в грузовик с игрушками при помощи Спиральки. Позже Лассетер говорил о Ньюмане следующее: «Его песни трогательны, остроумны и сатиричны, и он создавал эмоциональную основу для каждой сцены». Весь саундтрек был выпущен лейблом Walt Disney Records 22 ноября 1995 года, за неделю до премьеры мультфильма.

### Монтаж и пробный показ
Редакторы фильма, в том числе Ли Анкрич, работали над «Историей игрушек» вплоть до сентября 1995 года. По словам Анкрича, в одной из сцен, удалённых из первоначального варианта сценария, Сид жестоко пытал Базза и Вуди, и только потом проводил допрос ковбоя с помощью лупы. В итоге сцена пыток была удалена, поскольку команда посчитала, что зрители к тому моменту уже проникнутся характерами главных героев и им будет неприятно смотреть за тем, как Вуди и Базза подвергают такому насилию. Пробный показ мультфильма прошёл в июле 1995 года и получил одобрение от зрителей, но не такое высокое, как ожидалось. В связи с этим картину пришлось редактировать в последнюю минуту. Айснер, который также присутствовал на пробном показе, предложил добавить в конце фильма сцену, в которой Вуди и Базз удивляются появлению щенка у Энди.
Из-за разрозненности кадров творческой команде было трудно оценить качество мультфильма. Аниматоры считали, что фильм станет большим разочарованием, однако рассчитывали, что поклонники анимации найдут его увлекательным. По мере завершения работы над проектом Шнайдер начал смотреть на него более оптимистично и объявил, что мультфильм выйдет в США в ноябре 1995 года. Некоторые издания сообщают, что Джобс изначально не был уверен в успехе фильма во время его создания и рассматривал возможность продажи Pixar таким компаниям, как Hallmark Cards и Microsoft. Однако при работе над мультфильмом Джобс, как и Шнайдер, постепенно проникался им и потенциалом, который имеет студия Pixar. В конце концов Джобс решил впервые продать акции Pixar всего через неделю после премьеры, чтобы обеспечить студии финансовую поддержку для переговоров с Disney о равноправном партнёрстве.
В конце концов Катценберг ушёл из Disney, разругавшись с Айснером, и вместе со Стивеном Спилбергом и Дэвидом Геффеном основал кинокомпанию DreamWorks Pictures. Джобс тогда приехал на обед к Айснеру и угрожал ему, что если студия Disney не пересмотрит договор с Pixar, то после производства трёх фильмов последняя перейдёт к другой студии. В ответ на это Айснер обещал создавать свои продолжения «Истории игрушек» с использованием всех персонажей картины. Джобс и Лассетер были недовольны этим, и вскоре им удалось достичь компромисса: Айснер согласился на то, чтобы Pixar наполовину оплачивала последующие проекты и взамен получала половину прибыли, а Disney, в свою очередь, согласился на кобрендинг с Pixar. В начале 1997 года они заключили сделку на производство пяти фильмов в течение последующих десяти лет, при этом Джобсу удалось достичь равных прав с Disney на все фильмы, рекламу и игрушки франшизы.

## Рекламная кампания
Disney вложила 20 миллионов долларов США в рекламу мультфильма. Кроме того, такие компании, как Burger King, PepsiCo, Coca-Cola и Payless ShoeSource, заплатили $ 125 млн за рекламные промоакции картины в рамках продвижения своей продукции. Несмотря на это, Disney Consumer Products не сразу увидела потенциал «Истории игрушек». В то время подготовка к премьере картины составляла от восемнадцати месяцев до двух лет. Когда в январе 1995 года Disney назначила премьеру мультфильма на день Благодарения, многие компании, производящие игрушки, отказались участвовать в рекламной кампании проекта. В феврале того же года Disney представила мультфильм на выставке Toy Fair, где лишь небольшая канадская компания Thinkway Toys заинтересовалась в лицензировании прав на персонажей «Истории игрушек» для производства игрушек. Первый трейлер мультфильма был добавлен компанией Walt Disney Studios Home Entertainment в VHS-переиздание мюзикла «Золушка» (1950). В то же время Disney Channel показывал специальный телевизионный выпуск о производстве картины, а Диснейуорлд провёл парад «Истории игрушек» в тематическом парке Disney’s Hollywood Studios в Орландо (штат Флорида).
Джосс Уидон предлагал включить в фильм куклу Барби, которая спасала бы Вуди и Базза в финале истории. Однако эта идея была отклонена, поскольку компания Mattel не согласилась предоставить лицензию на использование куклы. Hasbro тоже не разрешила использовать фигурки солдат G.I. Joe, поскольку в один из моментов картины Сид взрывает такого солдатика, но при этом неохотно лицензировали права на Мистера Картофельную голову. Спиралька стала единственной игрушкой, которая не производилась с 1970-х годов. Когда эскизы персонажа отправили жене Ричарда Джеймса, изобретателя слинки, она сказала, что Pixar смогли улучшили игрушку и сделали её «привлекательнее» оригинала.

## Премьера

### Прокат в кинотеатрах
Disney и Pixar проводили две отдельные премьеры «Истории игрушек». Disney выпустили мультфильм 19 ноября 1995 года в театре «Эль-Капитан» в Лос-Анджелесе. Джобс не поехал туда и на следующий вечер снял кинотеатр Regency Center в Сан-Франциско и устроил там премьеру от Pixar. Двойная премьера мультфильма в итоге подняла вопрос о том, кому он в итоге принадлежит — компании Disney или студии Pixar. Мировая премьера картины состоялась 22 ноября того же года в более 2400 кинотеатрах США. В некоторых странах перед сеансом «Истории игрушек» показывался переизданный короткометражный фильм «Кролик на американских горках», снятый по мотивам комедии «Кто подставил кролика Роджера» (1988). Перед показами демонстрировалась короткометражка «Приключения Андре и Пчёлки Уолли». Мультфильм также был представлен на Берлинском международном кинофестивале вне конкурса с 15 по 26 февраля 1996 года. В других странах премьера картины состоялась в марте 1996 года.

### В домашних медиа
«История игрушек» была выпущена компанией Walt Disney Home Video на VHS и LaserDisc в США и Канаде 29 октября 1996 года без бонусных материалов. В течение нескольких недель после премьеры продажи VHS-версий картины составили $ 5,1 млн. В итоге картина стала видеофильмом № 1, опередив «Смерч» 1996 года. За первый год было продано более 21,5 миллиона VHS-копий. Делюкс-издание широкоэкранного бокс-сета LaserDisc на 4 дисках было выпущено 18 декабря 1996 года. Оно содержит бонусные материалы, включая историю развития персонажей, раскадровки и сюжетные ролики, отменённые концепции и персонажи, аудиокомментарии, удалённые кадры и трейлеры. 11 января 2000 года фильм был переиздан на VHS, но на этот раз в качестве первого видеофильма, вошедшего в Золотую классическую коллекцию Уолта Диснея вместе с короткометражным фильмом «Оловянная игрушка». Этот релиз разошёлся тиражом в два миллиона копий.

### Повторные показы
Мультфильм повторно вышел в американских кинотеатрах в формате 3D 2 октября 2009 года. Картину показывали вместе с «Историей игрушек 2» в формате двойного сеанса на протяжении двух недель, а затем, из-за популярности мультфильма, прокат был продлён. Повторный показ мультфильма оказался весьма успешным: за первые выходные он собрал 12,5 млн долларов. Это позволило ему занять третье место по кассовым сборам после фильмов «Добро пожаловать в Zомбилэнд» и «Облачно, возможны осадки в виде фрикаделек». Перевыпущенные первая и вторая части франшизы вместе заработали 30,7 млн долларов за пять недель проката. 17 июня 2010 года в театре «Эль-Капитан» состоялся повторный показ первой части в рамках марафона «Истории игрушек», в котором подряд показывались все три вышедших на тот момент мультфильма франшизы. В честь 100-летия компании Disney мультфильм повторно демонстрировали в кинотеатрах CINEMARK с 21 июля по 3 августа 2023 года. Кроме того, картина показывалась в Великобритании с 29 сентября по 5 октября, а также в кинотеатрах Латинской Америки с 12 по 18 октября в паре с мультфильмом «Золушка» (1950).

## Восприятие

### Кассовые сборы
Перед выходом фильма Стив Джобс говорил: «Если „История игрушек“ станет слабым хитом — скажем, соберёт 75 млн долларов в прокате, — мы [Pixar и Disney] оба выйдем в плюс. Если она соберёт 100 млн долларов, мы оба заработаем. Но если это будет настоящий блокбастер, который соберёт в прокате 200 млн долларов или около того, мы хорошо заработаем, а Disney получит много денег». После выхода на экраны 22 ноября 1995 года «История игрушек» собрала по всему миру более 350 млн долларов.
По результатам проката и с учётом трёх переизданий мультфильм собрал 223,2 млн долларов в США и Канаде, а в других странах — $ 171,2 млн, в итоге собрав по всему миру — $ 394 436 586. Первые пять дней проката в США принесли ему 39,1 млн долларов. В общей сложности картина заработала $ 158,6 млн от продажи билетов, включая пятидневную премьеру, начавшуюся со среды. Этот рекорд продержался до следующего года, пока его не побил «День независимости». Мультфильм занял первое место по кассовым сборам в первые выходные, собрав $ 29,1 млн, и удерживал первенство в домашнем прокате в течение следующих двух уик-эндов. В четвёртые выходные картину сместил фэнтези-фильм «Джуманджи». В конце концов «История игрушек» стала самым кассовым американским фильмом 1995 года, обойдя такие фильмы, как «Аполлон-13», «Бэтмен навсегда», «Водный мир», «Золотой глаз», «Каспер», «Покахонтас» и другие. На тот момент лента стала третьим самым кассовым анимационным фильмом всех времён после «Аладдина» (1992) и «Короля Льва» (1994). Мультфильм стал вторым самым кассовым фильмом 1995 года, уступив боевику «Крепкий орешек 3: Возмездие» всего лишь $ 3 млн. Без учёта инфляции, картина заняла 190-е место в списке самых кассовых американских фильмов всех времён. По состоянию на 2024 год, «История игрушек» занимает 10-е место в списке самых кассовых мультфильмов с рейтингом «G».

### Критика
Согласно книге Дэвида Прайса «The Pixar Touch: The Making of a Company», вышедшей в 2008 году, мультфильм вызвал глубокий отклик как у детской аудитории, так и у взрослых. На сайте-агрегаторе рецензий Rotten Tomatoes анимационный фильм имеет рейтинг одобрения 100 % на основе 96 отзывов со средней оценкой 9,1/10. Консенсус критиков сайта гласит: «Увлекательная и инновационная „История игрушек“ вдохнула новую жизнь в анимацию и возвестила о приходе Pixar как силы, достойной внимания всей семьи». Сайт-агрегатор Metacritic присвоил картине 96 баллов из 100 на основе 26 отзывов, что соответствует критерию «всеобщее признание». Зрители, опрошенные CinemaScore, поставили фильму среднюю оценку «A» по шкале от «A+» до «F». В 1995 году журнал TIME поставил «Историю игрушек» на восьмое место в списке «10 лучших фильмов 1995 года», а через 16 лет мультфильм попал на 12-е место в списке «25 лучших анимационных фильмов всех времён». Он также занял 99-е место в списке «500 величайших фильмов всех времён» по версии журнала Empire. В 2003 году Общество онлайн-кинокритиков поставило «Историю игрушек» на первое место в списке «100 лучших анимационных фильмов всех времён», а четыре года спустя Общество специалистов по визуальным эффектам включило картину на 22-е место в списке «50 самых влиятельных фильмов всех времён с визуальными эффектами».
Мультфильм в основном хвалили за трёхмерную анимацию, возможность понравиться как молодой, так и взрослой аудитории, а также за актёрский состав. Леонард Клэйди из Variety отметил «ослепительную технику и необычный внешний вид» картинки и заявил, что «камера вращается и увеличивает изображение с головокружительной скоростью, от которой просто захватывает дух». Критик Роджер Эберт в своей рецензии для Chicago Sun-Times сравнил картину с диснеевским фильмом «Кто подставил кролика Роджера» и добавил, что ощущает себя «на заре новой эры анимации». Ричард Корлисс из TIME заявил, что благодаря креативной анимации фильм стал «самой изобретательной комедией года». Сьюзан Влощина из USA Today одобрила выбор Хэнкса и Аллена на главные роли, а Кеннет Туран из Los Angeles Times заявил: «Начиная с Тома Хэнкса, который придаёт Вуди неоценимый вес и правдоподобность, „История игрушек“ — один из лучших озвученных мультфильмов на моей памяти, где каждый ощущается на своём месте». Оуэн Глейберман из Entertainment Weekly в своей рецензии писал: «В нём [мультфильме] есть чистота, восхитительная свобода воображения, которая является отличительной чертой величайших детских фильмов. В нём также есть та пружинящая иллюзорная шалость, которая порой щекочет взрослых даже больше, чем детей». Дэвид Ансен из Newsweek назвал картину «проблеском будущего анимации» и заключил: «„История игрушек“ — это чудо, потому что она использует свои яркие технологии для человеческого остроумия, богатых персонажей и осмысления, до которого не смог бы додуматься ни один компьютер: что игрушки — это мы». В обзоре на сайте Plano Crítica бразилец Габриэль Карвальо заявил, что идея мультфильма довольна проста, и охарактеризвал «Историю игрушек» как одно из самых захватывающих приключений, когда-либо представленных в анимационном кино.
Британский кинорежиссёр Терри Гиллиам назвал фильм «гениальным произведением» и заявил следующее: «В фильме есть кадр, который навсегда запомнился мне, когда Базз Лайтер обнаруживает, что он — игрушка. Он лежит на лестничной площадке, камера отъезжает назад, и он становится крошечной фигуркой. За две секунды до этого он был парнем с огромным эго… и это потрясающе. Я бы включил его [мультфильм] в десятку лучших фильмов». Мексиканский журнал Cine Premiere на своём сайте согласился с некоторыми английскими рецензиями и добавил, что мультфильм является «классикой компьютерной анимации», наравне с фильмом «Белоснежка и семь гномов» (1937). Диего Лерер в аргентинской ежедневной газете Clarín подчеркнул, что «История игрушек» произвела революцию не только в техническом плане, но и в творческом. Екатерина Кодуа, критик из DTF, в своей статье о фильме добавила, что в картине главные герои должны были поднять вопрос психических расстройств Сида после атаки на него, но в итоге эту сцену вырезали; она также подытожила, что премьера мультфильма стала переломным моментом в истории мировой анимации и навсегда изменила её ландшафт.

### Награды и номинации
Мультфильм, его режиссёр, сценаристы и актёры озвучивания получили множество наград и номинаций в различных категориях. На 68-й церемонии вручения премии «Оскар» победил в категории «Особые достижения». Мультфильм был номинирован в девяти категориях на премию «Энни» и одержал победу в восьми из них, включая «Лучший анимационный полнометражный фильм», «Лучшая режиссура в анимационном полнометражном фильме» и «Лучшая музыка в анимационном полнометражном фильме». Кроме того, сама картина и Рэнди Ньюман были номинированы на премию «Золотой глобус» в категориях «Лучший фильм — комедия или мюзикл» и «Лучшая песня» («You’ve Got a Friend in Me») соответственно, однако победить в них так и не смогли. Звукооператор Гэри Райдстром стал лауреатом премии Motion Picture Sound Editors за «Лучший монтаж звука в анимационном фильме», а Бонни Арнольд и Ральф Гуггенхейм были удостоены Премии Гильдии продюсеров США.

## Наследие и культурное влияние
«История игрушек» оказала огромное влияние на киноиндустрию благодаря своей инновационной технологии компьютерной анимации. После премьеры мультфильма многие компании заинтересовались такими технологиями, например, производители графических процессоров хотели создавать изображения такого же качества, как в фильме, но для персональных компьютеров; разработчики компьютерных игр стремились повторить анимацию при создании видеоигр на игровых консолях, а исследователи робототехники намеревались внедрить искусственный интеллект в свои машины, чтобы убедить общество, что неодушевлённое существо может обладать личностью, интеллектом и эмоциями, как и герои фильма. Доктор философии Брюс Р. Бернингем, специализирующийся на исследовании испанской и латиноамериканской литературы Средневековья и раннего нового времени, сравнивал картину с романом «Дон Кихот» Мигеля де Сервантеса Сааведра. Именами некоторых персонажей назвали операционные системы Debian, от Debian 1.1 Buzz до Debian 11 Bullseye (версии, которая появилась после второй части). В декабре 2005 года «История игрушек» была внесена в Национальный реестр фильмов США как мультфильм, обладающий культурным, историческим или эстетическим значением. В 2013 году Pixar открыли скульптуру «Gromit Lightyear», основанную на персонаже Громите из серии мультфильмов о Уоллесе и Громите и Лайтере, от Aardman Animations в качестве вклада в благотворительную инициативу Gromit Unleashed; в итоге скульптура была продана за 65 000 фунтов стерлингов.
Студия Pixar традиционно вставляет в свои проекты отсылки к киноиндустрии, и «История игрушек» не стала исключением. Например, в сцене, где Ханна играет с Баззом и двумя обезглавленными куклами, она использует чайник, идентичный Чайнику из Юты, который является одной из эталонных моделей в сообществе трёхмерной компьютерной графики. В эпизоде, где Базза ударяет лампа и он вылетает в открытое окно, воспроизводится знаменитый крик Вильгельма, звуковой эффект, который часто используют в фильмах и телевидении при падении персонажа с большой высоты. Когда Базз пытается доказать Вуди свою способность к полёту, на стене комнаты висит гигантская копия наручных часов с Микки Маусом в центре циферблата. Кроме того, в доме Сида узор на полу второго этажа является точной копией пола в отеле «Оверлук» из фильма «Сияние» (1980) Стэнли Кубрика. В сцене, где Базз узнает, что он игрушка, диктор в рекламном ролике об астрорейнджере говорит, что купить игрушку можно в амбаре игрушек Эла, персонажа, который впоследствии будет второстепенным антагонистом второй части. В конце мультфильма, когда Вуди и Базз пытаются забраться в грузовик с игрушками и Молли видит их в наружное зеркало заднего вида, на фоне играет песня «Акуна матата» из картины «Король Лев», вышедшей годом ранее.
Мультфильм также полон отсылок к истории самой Pixar и старым короткометражным фильмам студии. Когда курьер пиццерии приезжает на заправку, он спрашивает, где находится бульвар West Cutting, который на самом деле был адресом студии Pixar Animation Studios в Ричмонде (штат Калифорния) во время создания картины; в 2000 году студия переехала в Эмеривилл. Настольная лампа и жёлто-синий шар с красной звездой отсылают к первому короткометражному фильму «Люксо-младший» (1986). В сцене, где Вуди проводит собрание игрушек Энди, на нижней полке шкафа находится книга под названием «Оловянная игрушка» (короткометражный фильм, ставший вдохновением для «Истории игрушек»), а также книга «Knick Knack», отсылающая к короткометражке «Безделушка» 1989 года. Картина также положила начало повторному использованию некоторых элементов-отсылок в последующих мультфильмах студии. Так, например, номер A113, который изначально был номером класса в Калифорнийском институте искусств, где учились Лассетер и Брэд Бёрд, появляется на регистрационном знаке минивэна мамы Энди. Заправка компании Dinoco, на которой теряются главные герои, в дальнейшем появится в лентах «Тачки» (2006) и «ВАЛЛ-И» (2008), а машина доставки сети пиццерий «Pizza Planet» появляется почти во всех художественных проектах студии.

### «Бесконечность — не предел!»
Знаменитая фраза Базза Лайтера, «Бесконечность — не предел!» (англ. To Infinity and Beyond!), часто использовалась не только на тематической продукции, но и была предметом дискуссий среди философов и математиков-теоретиков. В 2008 году астронавты шаттла «Дискавери» взяли с собой на миссию STS-124 фигурку Базза Лайтера, подчёркивая главный девиз игрушки. Базз также использовался в образовательных целях при проведении экспериментов в условиях невесомости. В том же году двух человек, отца и сына-аутиста, унесло течением на 15 часов в воды Атлантического океана, и они постоянно повторяли фразу Лайтера, чтобы не потерять друг друга. Реплика также фигурирует в тексте песни «Single Ladies (Put a Ring on It)» Бейонсе во время бриджа.

### Различные шоу и проекты
В ноябре 1996 года в Мэдисон-сквер-гарден был представлен спектакль на льду «Disney on Ice: Toy Story», адаптирующий сюжет мультфильма, в котором также использовались оригинальные голоса актёров и музыка Рэнди Ньюмана. Сценическая постановка «История игрушек: Мюзикл», созданная Disney Creative Entertainment, состоялась в апреле 2008 года на борту круизного лайнера Disney Wonder. Чтобы адаптировать персонажей, анимированных с помощью компьютерной графики, постановщики использовали надувных марионеток или живых актёров, а в качестве декораций применялись проекции.
В январе 2013 года на платформу YouTube был выложен видеоролик «Live Action Toy Story», снятый двумя фанатами франшизы и набравший в течение суток более 250 000 просмотров. Создатели снимали фильм с помощью покадровой анимации с использованием кукол, верёвок, хромакея и оригинальной звуковой дорожки картины. Работа привлекла внимание Pixar, которая, хотя и не спешила давать разрешение на повторную съёмку, пригласила режиссёров на студию и разрешила им распространять копии видеоролика на DVD.

### Тематические аттракционы
«История игрушек» и её продолжения послужили источником вдохновения для создания множества аттракционов в тематических парках «Диснейуорлд» и «Диснейленд». Например, в парке Magic Kingdom аттракцион «Buzz Lightyear’s Space Ranger Spin» предлагает посетителям стать частью космического патруля Базза Лайтера. Внутри специального транспортного средства гости проходят различные локации, где сталкиваются с приспешниками Зурга. С помощью специальных «лазерных пушек» посетители стреляют по мишеням с буквой Z, получая очки за каждое попадание. В «Диснейленде» имеется похожий аттракцион «Buzz Lightyear’s Astro Blasters», однако там пушки не прикреплены к машинам, и гости могут их носить с собой. Также в парке DisneyQuest на аттракционе «Buzz Lightyear’s Astroblasters» посетители сталкиваются автомобилями на автодроме и бросают друг в друга «астероиды», состоящие из пенопласта.
В 2008 году в Disney’s Hollywood Studios и Disney California Adventure открылся тематический интерактивный аттракцион «Toy Story Midway Mania», направленный на развитие ловкости, в котором посетители в 3D-очках передвигаются на специальных автомобилях и с помощью пушки стреляют по мишеням с персонажами франшизы. В мае 2010 года аттракцион был обновлён и в него добавили персонажей третьей части за несколько месяцев до премьеры. «World of Color» в Disney California Adventure — огромное ночное водное и световое шоу, в котором некоторые сцены из фильмов франшизы проецируются на водные экраны. В парижском и гонконгских Диснейлендах имеется аттракцион «Toy Story Playland», в котором декорации создают иллюзию «уменьшения» посетителя до размеров игрушки. 30 июня 2018 года в Disney’s Hollywood Studios открылся «Toy Story Land», включающий в себя американские горки «Slinky Dog Dash» и карусель «Alien Swirling Saucers», посвящённую трём зелёным пришельцам из пиццерии «Pizza Planet».

### Видеоигра
В ноябре 1995 года компания Disney Interactive Studios выпустила одноимённую видеоигру в жанре платформера по мотивам мультфильма для Sega Genesis. Версия для Super Nintendo Entertainment System была опубликована в декабре того же года, а для Game Boy и Microsoft Windows — в 1996 году. Игра получила высокие оценки за впечатляющие визуальные эффекты, разнообразный геймплей и улучшенную звуковую дорожку в версии для PC, однако была раскритикована за неравномерную сложность уровней и плохое управление.

## Продолжения

### «История игрушек 2»
Разговоры о продолжении начались в декабре 1995 года, примерно через месяц после премьеры первой части. В марте 1997 года Pixar официально объявили о разработке «Истории игрушек 2». Том Хэнкс и Тим Аллен вернулись к своим ролям Вуди и Базза соответственно. Как только Джон Лассетер закончил работу над мультфильмом «Приключения Флика» (1998), он сразу же занял пост режиссёра продолжения «Истории игрушек» и назначил Ли Анкрича сорежиссёром второй части. Сценаристами выступили Эндрю Стэнтон, Рита Сяо, Даг Чемберлен и Крис Уэбб. Изначально мультфильм планировалось выпустить в формате «сразу-на-видео», однако в 1998 году было объявлено, что вторая часть всё же выйдет на экраны кинотеатров. Официальная премьера сиквела состоялась 13 ноября 1999 года в театре «Эль-Капитан» в Лос-Анджелесе, и уже через десять дней он вышел в прокат во всех кинотеатрах США. Картина получила высокие оценки от критиков и зрителей, а также завоевала множество наград в разных категориях, в том числе премии «Золотой глобус», «Энни» и «Грэмми».

### Спин-оффы
8 августа 2000 года в формате «сразу-на-видео» вышел анимационный фильм «Базз Лайтер из звёздной команды: Приключения начинаются», который является спин-оффом «Истории игрушек». После выхода фильм стал лучшим видеорелизом, разошедшимся тиражом в 4 млн копий на VHS и DVD. В октябре того же года состоялась премьера телесериала «Базз Лайтер из Звёздной команды» (2000—2001), состоящего из 65 эпизодов и связанного с мультфильмом «Базз Лайтер из звёздной команды: Приключения начинаются».
В 2022 году в американский прокат вышел спин-офф «Базз Лайтер», рассказывающий историю происхождения вымышленного лётчика-испытателя и космонавта, на котором была основана игрушка Базза Лайтера. Главную роль озвучил Крис Эванс, в ролях второго плана Кеке Палмер, Джеймс Бролин, Тайка Вайтити и другие. Фильм оказался кассовым провалом, собрав в мировом прокате всего $ 226,4 млн при бюджете в $ 200 млн, что, в частности, стало следствием пандемии COVID-19. Спин-офф также получил средние отзывы от критиков и зрителей.